# Shampoo (musikduo)
Shampoo var en kvinnlig musikduo inom genren poppunk, som bildades av Jacqueline "Jacqui" Blake (född 23 november 1974) och Caroline "Carrie" Askew (född 4 maj 1976), i den lilla småorten Plumstead i utkanten av London, under år 1993. De har bland annat gjort sig kända för låten "Trouble" (från debutalbumet We Are Shampoo från 1994), som vid tidpunkten av dess släpp, lyckades kamma hem elfteplatsen på UK Singles Chart. Låten finns även med i filmversionen av Mighty Morphin Power Rangers (1995), samt även i de andra filmerna Foxfire (1996) och Räddningen (1997).
I september 2019 berättade Carrie Askew, den ena halvan av duon Shampoo, att de aldrig hade sagt till varandra att de skulle splittras och gå skilda vägar, i samband med en intervju med tidningen Q. Den egentliga anledningen till att de slutade göra musik med varandra, var för att de båda medlemmarna hade valt att ta lite ledigt från musikbranschen, och att det hela sedan rann ut i sanden, allteftersom tiden gick. Askew nämnde också i slutet av intervjun, att både hon och Jacqui Blake ville slå sig ner till ro och skaffa barn, vilket därmed blev ett naturligt slut för själva Shampooduon.